# 梅代萨诺
梅代萨诺（義大利語：Medesano），是意大利帕尔马省的一个市镇。总面积88平方公里，人口10704人，人口密度121.6人/平方公里（2009年）。ISTAT代码为034020。